# شاكر صابر الضابط
شاكر صابر الضابط هو مؤرخ عراقي ولد بمدينة كركوك عام 1913. تدرج في مناصب عسكرية مختلفة في الجيش العراقي.
أصدر مجلة (التراث الشعبي) وجريدة (العراق) باللغتين العربية والتركمانية، صدر منها 62 عددا. تحولت فيما بعد إلى مجلة. أشرف على رئاسة تحريرها مصطفى جواد. له العديد من المخطوطات المهمة. وقد وضع مكتبته العامرة الواقعة بمنطقة (العيواضية) في خدمة الباحثين والطلبة.
يعتبر الضابط أول باحث تركماني حصل على جائزة اتحاد المؤرخين العرب في 1989.
تُوفي عام 1990 في بغداد.

## من مؤلفاته
1. الصداقة العراقية ـ التركية 1954.
2. موجز تاريخ التركمان.
3. تأريخ الحروب والمنازعات بين العراق وإيران.